# بات كيركوود
بات كيركوود (بالإنجليزية: Pat Kirkwood)‏ هو مالك فريق ناسكار ‏ ومهندس أمريكي، ولد في 22 ديسمبر 1927 في فورت وورث في الولايات المتحدة، وتوفي في 9 فبراير 2001.